# Rua São Bento (Paulínia)
A Rua São Bento é uma das principais vias do município de Paulínia, sendo uma das ruas mais antigas do município. Tem início na Avenida José Paulino, a principal avenida de Paulínia, e é uma dos principais vias de acesso aos bairros Monte Alegre, Bom Retiro, Cooperlotes, entre outros.
Costuma apresentar lentidão e congestionamentos no horário de pico, e em razão do grande movimento e da infraestrutura inadequada, apresenta vária problemas na pavimentação. A via também apresenta problemas na rede de esgoto. A adoção de mão única na via e a construção de uma nova avenida ligando as avenidas João Aranha e Trabalhadores, incluindo a construção de uma nova ponte sobre o Rio Atibaia, costumam ser apontadas como soluções para amenização dos problemas de trânsito da Rua São Bento.